# Lake (Misisipi)
Lake es un pueblo ubicado entre los Condado de Newton y de Condado de Scott, Misisipi, Estados Unidos. Según el censo de 2000 tenía una población de 408 habitantes y una densidad de población de 143.2 hab/km².

## Demografía
Según el censo de 2000, había 408 personas, 147 hogares y 108 familias residiendo en la localidad. La densidad de población era de 143,2 hab./km². Había 159 viviendas con una densidad media de 55,8 viviendas/km². El 44,36% de los habitantes eran blancos, el 55,15% afroamericanos y el 0,49% pertenecía a dos o más razas.
Según el censo, de los 147 hogares en el 33,3% había menores de 18 años, el 46,9% pertenecía a parejas casadas, el 22,4% tenía a una mujer como cabeza de familia, y el 26,5% no eran familias. El 24,5% de los hogares estaba compuesto por un único individuo, y el 10,9% pertenecía a alguien mayor de 65 años viviendo solo. El tamaño promedio de los hogares era de 2,78 personas y el de las familias de 3,31.
La población estaba distribuida en un 27,0% de habitantes menores de 18 años, un 13,2% entre 18 y 24 años, un 25,7% de 25 a 44, un 20,6% de 45 a 64, y un 13,5% de 65 años o mayores. La media de edad era 34 años. Por cada 100 mujeres había 86,3 hombres. Por cada 100 mujeres de 18 años o más, había 79,5 hombres.
Los ingresos medios por hogar en la localidad eran de 28.333 dólares ($), y los ingresos medios por familia eran 40.833 $. Los hombres tenían unos ingresos medios de 28.000 $ frente a los 16.250 $ para las mujeres. La renta per cápita para la ciudad era de 12.858 $. El 21,6% de la población y el 20,0% de las familias estaban por debajo del umbral de pobreza. El 32,1% de los menores de 18 años y el 32,6% de los habitantes de 65 años o más vivían por debajo del umbral de pobreza.

## Geografía
Según la Oficina del Censo de los Estados Unidos, Lake tiene un área total de 0.0 km² de los cuales 0.0 km² corresponden a tierra firme y 0.0 km² a agua. El porcentaje total de superficie con agua es 0.0.